# Phùng Phi
Phùng Phi (tiếng Trung giản thể: 冯飞, bính âm Hán ngữ: Féng fēi, sinh tháng 12 năm 1962, người Hán) là chuyên gia kỹ thuật điện tử và tự động hóa, chính trị gia nước Cộng hòa Nhân dân Trung Hoa. Ông là Ủy viên Ủy ban Trung ương Đảng Cộng sản Trung Quốc khóa XX, hiện là Bí thư Tỉnh ủy, Chủ nhiệm Ủy ban Thường vụ Nhân đại Hải Nam. Ông từng là Phó Bí thư Tỉnh ủy, Bí thư Đảng tổ, Tỉnh trưởng Hải Nam; Thường vụ Tỉnh ủy, Phó Tỉnh trưởng thường trực Chính phủ Chiết Giang; Ủy viên Đảng tổ, Phó Bộ trưởng Bộ Công nghiệp và Công nghệ thông tin Trung Quốc.
Phùng Phi là đảng viên Đảng Cộng sản Trung Quốc, học vị Nghiên cứu sinh, Tiến sĩ Điện tử và Tự động hóa, chức danh Nghiên cứu viên. Ông có hơn 20 năm công tác nghiên cứu ở trung ương trước khi được điều về tham gia lãnh đạo địa phương.

## Xuất thân và giáo dục
Phùng Phi sinh tháng 12 năm 1962 tại huyện Đô Xương, địa cấp thị Cửu Giang, tỉnh Giang Tây, Cộng hòa Nhân dân Trung Hoa. Ông lớn lên và theo học phổ thông tại quê nhà. Tháng 9 năm 1981, ông tới thành phố Thiên Tân, trúng tuyển chuyên ngành Kỹ thuật điện và Tự động hóa, bắt đầu theo học Khoa Kỹ thuật Điện và Tự động hóa, Đại học Thiên Tân (天津大学). Trong những năm học đại học, ông được kết nạp Đảng Cộng sản Trung Quốc vào tháng 7 năm 1985. Ông tốt nghiệp Cử nhân tháng 9 năm 1985. Sau khi nhận bằng đại học, ông tiếp tục theo học cao học chuyên ngành Hệ thống điện và Tự động hóa, chuyên sâu hơn, từ kỹ thuật điện cơ bản đi vào hệ thống điện ở Đại học Thiên Tân. Đến tháng 9 năm 1988, ông nhận bằng Thạc sĩ Hệ thống điện và Tự động hóa. Sau đó, ông trở thành nghiên cứu sinh chuyên môn Hệ thống hóa và Tự động hóa; bảo vệ thành công luận án tiến sĩ vào tháng 11 năm 1991, trở thành Tiến sĩ Hệ thống điện và Tự động hóa. Sau đó, ông tới thủ đô Bắc Kinh, tham gia nghiên cứu sau tiến sĩ về lĩnh vực điện tử ở Đại học Thanh Hoa, nhận học vị Nghiên cứu viên khoa học điện tử vào tháng 10 năm 1993. Ông dành 12 năm liên tục từ 1981 – 1993 cho học tập, trở thành chuyên gia cho lĩnh vực hệ thống điện, điện lưới và tự động hóa trong công nghệ.

## Sự nghiệp

### Cơ quan Trung ương
Sau nhiều năm học tập, nghiên cứu khoa học, Phùng Phi bắt đầu sự nghiệp từ năm 1993, khi 31 tuổi. Vào tháng 10 năm 1993, Phùng Phi được tuyển dụng vào vị trí trợ lý Nghiên cứu viên của Bộ Nghiên cứu Kinh tế kỹ thuật thuộc Trung tâm Nghiên cứu phát triển Quốc vụ viện (国务院发展研究中心). Đến tháng 10 năm 1994, ông được thăng chức thành Phó Nghiên cứu viên của Bộ Nghiên cứu Kinh tế kỹ thuật. Tháng 11 năm 1995, ông được bổ nhiệm làm Phó Chủ nhiệm Văn phòng khu vực hai của Bộ Nghiên cứu Kinh tế kỹ thuật Trung tâm Nghiên cứu phát triển Quốc vụ viện, là công vụ viên cấp phó xứ – phó huyện. Ông được thăng cấp thành Chủ nhiệm Văn phòng khu vực hai vào tháng 10 năm 1997, cấp chính xứ – chính huyện. Tháng 11 năm 1998, ông được điểu chuyển sang làm phụ trách viên của Bộ Nghiên cứu Kinh tế công nghiệp của Trung tâm Nghiên cứu Quốc vụ viện, trở thành Nghiên cứu viên vào tháng 9 năm 1999. Vào tháng 7 năm 2000, Phùng Phi được bổ nhiệm làm Phó Bộ trưởng Bộ Nghiên cứu Kinh tế công nghiệp, là công vụ viên cấp phó sảnh – phó địa, được thăng làm Bộ trưởng Bộ Nghiên cứu Kinh tế công nghiệp vào tháng 9 năm 2004, tiếp tục giữ vị trí này trong 10 năm. Ông đã công tác tại các cơ quan của Trung tâm Nghiên cứu phát triển Quốc vụ viện với vai trò nghiên cứu kinh tế kỹ thuật, kinh tế công nghiệp trong hơn 20 năm, 1993 – 2014 với nhiều các đồng nghiệp, trong đó có nhà khoa học nông nghiệp Hàn Tuấn.
Tháng 1 năm 2014, Phùng Phi được điều chuyển tới Bộ Công nghiệp và Thông tin Trung Quốc, bổ nhiệm làm Ty trưởng Ty Chính sách công nghiệp của bộ. Đến tháng 10 năm 2015, Tổng lý Quốc vụ viện Lý Khắc Cường quyết định bổ nhiệm ông làm Phó Bộ trưởng Bộ Công nghiệp và Thông tin, Ủy viên Đảng tổ Bộ, cấp phó tỉnh – phó bộ. Ông phối hợp hỗ trợ Bộ trưởng Miêu Vu, thay thế vị trí của Phó Bộ trưởng Mao Vĩ Minh.

### Chiết Giang
Tháng 8 năm 2016, Phùng Phi được điều chuyển tới tỉnh Chiết Giang, được bổ nhiệm làm Phó Tỉnh trưởng Chính phủ Nhân dân tỉnh Chiết Giang. Ông được bổ sung vào Ban thường vụ Tỉnh ủy Chiết Giang vào tháng 4 năm 2017, trở thành Phó Tỉnh trưởng thường trực Chính phủ tỉnh. Ông công tác ở Chiết Giang trong bốn năm 2016 – 2020, trong giai đoạn này, chịu trách nhiệm phối hợp và hỗ trợ Tỉnh trưởng, Nhà khoa học hàng không vũ trụ Viên Gia Quân và hỗ trợ Tỉnh trưởng Trịnh Sách Khiết trong giai đoạn chuyển giao năm 2020.

### Hải Nam
Tháng 11 năm 2020, Trung ương họp bàn về lãnh đạo địa phương, quyết định điều chuyển Phùng Phi tới tỉnh Hải Nam, tham gia Ban thường vụ, làm Thường vụ Tỉnh ủy, Phó Bí thư Tỉnh ủy, Bí thư Đảng tổ Chính phủ Hồ Nam, được công bố nhậm chức vào ngày 01 tháng 12. Ngày 02 tháng 12, tại Hội nghị Ủy ban Thường vụ Nhân Đại tỉnh Hải Nam, ông được bầu làm Quyền Tỉnh trưởng Hải Nam, kế nhiệm Bí thư Tỉnh ủy Hải Nam Thẩm Hiểu Minh. Trong giai đoạn cuối năm 2020, có sáu tỉnh bao gồm Cát Lâm, Hải Nam, Hồ Nam, Quý Châu, Tứ Xuyên, Vân Nam được Trung ương điều chuyển phân bố các Tỉnh trưởng, kế nhiệm các lãnh đạo nghỉ hưu. Thắng 01 năm 2020, ông được phê chuẩn chính thức là Tỉnh trưởng Hải Nam. Cuối năm 2022, ông tham gia Đại hội Đảng Cộng sản Trung Quốc lần thứ XX từ đoàn đại biểu Hải Nam. Trong quá trình bầu cử tại đại hội, ông được bầu là Ủy viên Ủy ban Trung ương Đảng Cộng sản Trung Quốc khóa XX. Ngày 14 tháng 3 năm 2023, Phùng Phi được Ủy ban Trung ương phê chuẩn làm Bí thư Tỉnh ủy Hải Nam, kế nhiệm Thẩm Hiểu Minh.